# Aversions Crown
Aversions Crown ist eine australische Deathcore-Band aus Brisbane, die im Jahr 2010 gegründet wurde.

## Geschichte
Die Band wurde im Jahr 2010 gegründet. Im Jahr 2011 erschien das Debütalbum Servitude, das von Andy Marsh von Thy Art Is Murder produziert und von Mark Lewis (Whitechapel, Carnifex) bei Audio Hammer abgemischt wurde. Daraufhin wurde das Label Nuclear Blast auf die Gruppe aufmerksam und nahm diese unter Vertrag. Hierüber erschien 2014 das zweite Album Tyrant. Für das Lied Hollow Planet wurde zudem ein Musikvideo erstellt. Bisher hatte die Gruppe Auftritte in Europa und Australien gespielt zusammen mit Thy Art Is Murder, The Acacia Strain, Oceano, All Shall Perish und Cattle Decapitation. Zudem nahm sie an der Warped Tour teil.

## Stil
Im Interview mit Patrick Schmidt von Blast! Das Nuclear Blast-Magazin gab Chris Cougan an, dass er sich zwar über die Vergleiche zu Thy Art is Murder freue, jedoch klinge Aversions Crown anders. Tyrant handele von einer fiktiven Alien-Invasion und der damit verbundenen Ausrottung der Menschheit. Die Außerirdischen seien der Ansicht, dass die Menschheit es nicht wert sei, weiterzuleben, da der Respekt gegenüber Natur und anderen Lebensformen fehle. Eine Besonderheit der Band sei, dass sie mit drei Gitarristen spiele. Nadine Fiebig schrieb in derselben Ausgabe über das Album, dass es hierauf sowohl hohe Screams im Stil von Mitch Lucker als auch tiefe Growls gebe. Zudem setze man Breakdowns und Blastbeats ein und das Spiel der Instrumente sei technisch anspruchsvoll. Jan Wischkowski von metal.de ordnete das Album dem Deathcore zu. Es sei düsterer als das von Genre-Kollegen wie Carnifex, Cattle Decapitation und Job for a Cowboy. Die Lieder seien brutal und die Leadgitarre gestalte die Songs finsterer. Gelegentlich setze die Band auch ruhige Passagen ein. Ansonsten gebe es „gewaltige Breakdown-Erschütterungen, schrammelde [SIC!] Gitarren, tiefe Growls und biestige Screams“.

## Diskografie
- 2011: Servitude (Album, Eigenveröffentlichung)
- 2014: Tyrant (Album, Nuclear Blast)
- 2017: Xenocide (Album, Nuclear Blast)
- 2020: Hell Will Come for Us All (Album, Nuclear Blast)